# P3 Transfer-Batavus/2008
Deze pagina geeft een overzicht van de wielerploeg P3 Transfer-Batavus in 2008.

## Algemeen
Sponsor: P3 Transfer (opleidingsinstituut), Batavus
Team manager: Daan Luijkx
Ploegleiders: Cees de Brouwer, Piet van Est, Frits Schür, Michel Cornelisse
Fietsmerk: Batavus

## Renners
| Naam                  | Geboortedatum | Nationaliteit | Ploeg 2007                 |
| --------------------- | ------------- | ------------- | -------------------------- |
| Wim Botman            | 17-08-1985    | Nederland     | Ubbink-Syntec Cycling Team |
| Arnoud van Groen      | 11-12-1983    | Nederland     | Jo Piels                   |
| Klaas van Hage        | 05-03-1985    | Nederland     | B&E Koopmans Cycling Team  |
| Luc Hagenaars         | 27-07-1987    | Nederland     |                            |
| Reinier Honig         | 28-10-1983    | Nederland     |                            |
| Gideon de Jong        | 13-10-1984    | Nederland     |                            |
| Lars Jun              | 10-06-1987    | Nederland     | Löwik Meubelen             |
| Jonas Ljungblad       | 15-01-1979    | Zweden        | Unibet.com                 |
| Wouter Mol            | 17-04-1982    | Nederland     |                            |
| Bart Oegema           | 28-02-1983    | Nederland     | Geen ploeg                 |
| Marvin van der Pluijm | 11-01-1979    | Nederland     | Ubbink-Syntec Cycling Team |
| Wout Poels            | 01-10-1987    | Nederland     |                            |
| Ger Soepenberg        | 01-05-1983    | Nederland     |                            |
| Bobbie Traksel        | 03-11-1981    | Nederland     | Palmans-Cras               |
| Timothy Vangheel      | 26-08-1986    | België        |                            |
| Aart Vierhouten       | 19-03-1970    | Nederland     | Skil-Shimano               |

## Belangrijke overwinningen
| Driedaagse van West-Vlaanderen 3e etappe: Bobbie Traksel Eindklassement: Bobbie Traksel Circuit des Ardennes 3e etappe: Jonas Ljungblad Ronde van Extremadura 2e etappe: Bobbie Traksel Grote 1-Mei Prijs Winnaar: Bobbie Traksel Volta da Ascension 1e etappe: Jonas Ljungblad Olympia's Tour 4e etappe: Bobbie Traksel | Nationale kampioenschappen wielrennen Zweden - wegwedstrijd: Jonas Ljungblad Trofeo Joaquim Agostinho 2e etappe: Jonas Ljungblad Circuito de Getxo Winnaar: Reinier Honig Ronde van León 3e etappe: Jonas Ljungblad Eindklassement: Wout Poels GP Jef Scherens Winnaar: Wouter Mol |

2005 · 
2006 · 
2007 · 
2008 · 
2009 · 
2010 · 
2011 · 
2012 · 
2013